# Lift
Lift（リフト）は、フリーのWebアプリケーションフレームワークである。Ruby on Railsと同様のメリットを実現することを目標にしているが、LiftアプリケーションはRubyではなくScalaで記述される点が異なる。プログラミング言語にScalaを使うので、Liftアプリケーションは既存の任意のJavaライブラリとWebコンテナを使って実行することができる。
Liftで作成したWebアプリケーションは、WARファイルにパッケージ化してServlet 2.4エンジン（Tomcat 5.5.xx、Jetty 6.0など）にデプロイする。Liftプログラマは、EclipseやNetBeans、IDEAといった広く普及しているScala/Java開発環境を利用できる。動的Webコンテンツを作成するためのテンプレートは、一般的なXHTMLエディタで編集可能である。LiftはCometやAjaxといった高度なWeb開発技術をネイティブにサポートしているので、アプリケーションでもこれらの技術を簡単に利用できる。Liftの技術環境を支えているのは、Java仮想マシン、Java開発ツールチェーン、幅広いJavaライブラリである。
Liftは2007年2月26日にオープンソースプロジェクトとしてスタートし、それからちょうど2年後の同じ日にバージョン1.0がリリースされた。続いて2010年6月にはLift 2.0が、2011年1月にはLift 2.2がリリースされた。Liftの作者David PollackはFOSS weeklyポッドキャストに出演してLift 2.0について語っている。
Liftを利用している有名サイトの1つにFoursquareがある。